# Torrubia (kommun i Spanien)
Torrubia är en kommun i Spanien.   Den ligger i provinsen Provincia de Guadalajara och regionen Kastilien-La Mancha, i den centrala delen av landet, 160 km öster om huvudstaden Madrid. Arean är 27,0 kvadratkilometer.
Terrängen i Torrubia är platt åt nordost, men åt sydväst är den kuperad.